# Entomorphinoides
Entomorphinoides es un género de foraminífero bentónico de la Subfamilia Entolingulininae, de la Familia Glandulinidae, de la Superfamilia Polymorphinoidea, del Suborden Lagenina y del Orden Lagenida. Su especie-tipo es Entomorphinoides carlae. Su rango cronoestratigráfico abarca el Holoceno.

## Discusión
Clasificaciones previas incluían Entomorphinoides en la Superfamilia Nodosarioidea.

## Clasificación
Entomorphinoides incluye a las siguientes especies:
- Entomorphinoides boliviniformis
- Entomorphinoides bricei
- Entomorphinoides carlae
- Entomorphinoides conspersa
- Entomorphinoides curtata
- Entomorphinoides fortuita
- Entomorphinoides gladysae
- Entomorphinoides inalienata
- Entomorphinoides intricatus
- Entomorphinoides karenae
- Entomorphinoides opposita
- Entomorphinoides oppositiformis
- Entomorphinoides pactilis
- Entomorphinoides parviformis
- Entomorphinoides proceriformis
- Entomorphinoides tesseriformis
- Entomorphinoides variabilis
- Entomorphinoides varigata

Otras especies consideradas en Entomorphinoides son:
- Entomorphinoides dissimilis, de posición genérica incierta
- Entomorphinoides separata, de posición genérica incierta